# Waupun
Waupun ist eine Stadt (mit dem Status „City“) im Dodge und im Fond du Lac County im US-amerikanischen Bundesstaat Wisconsin. Das U.S. Census Bureau ermittelte bei der Volkszählung 2020 eine Einwohnerzahl von 11.344.

## Geografie
Waupun liegt im mittleren Südosten Wisconsins am westlichen Quellfluss des Rock River. Die geografischen Koordinaten von Waupun sind 43°37'54" nördlicher Breite und 88°43'46" westlicher Länge. Die Stadt erstreckt sich über eine Fläche von 11,5 km².
Nachbarorte von Waupun sind Rosendale (21,4 km nordnordöstlich), Lamartine (18,2 km nordöstlich), Oakfield (18,3 km ostnordöstlich), Brownsville (20,2 km östlich), Mayville (27,7 km südwestlich), Burnett (15,5 km südlich), Beaver Dam (22,4 km südsüdwestlich), Fox Lake (16,8 km südwestlich) und Markesan (28,7 km nordwestlich).
Die nächstgelegenen größeren Städte sind Green Bay am Michigansee (130 km nordnordöstlich), Wisconsins größte Stadt Milwaukee (106 km südöstlich), Chicago in Illinois (255 km südsüdöstlich), Rockford in Illinois (176 km südsüdwestlich) und Wisconsins Hauptstadt Madison (91 km südwestlich).

## Verkehr
Der vierspurig ausgebaute U.S. Highway 151 verläuft entlang der östlichen Stadtgrenze. Im Stadtgebiet treffen die Wisconsin State Highways 26, 49 sowie der 68 an seinem östlichen Endpunkt zusammen. Alle weiteren Straßen sind untergeordnete Landstraßen, teils unbefestigte Fahrwege sowie innerörtliche Verbindungsstraßen.
In Nord-Süd-Richtung verläuft durch das Stadtgebiet eine Eisenbahnstrecke der Wisconsin and Southern Railroad (WSOR), einer regionalen (Class II) Frachtverkehrsgesellschaft.
In etwa einem Kilometer Entfernung verläuft östlich des Stadtgebiets mit dem Wild Goose State Trail ein Rail Trail für Wanderer und Radfahrer. Im Winter kann der Wanderweg auch mit Schneemobilen und Skiern befahren werden.
Mit dem Dodge County Airport befindet sich 25,2 km südlich ein kleiner Flugplatz. Die nächsten Verkehrsflughäfen sind der Dane County Regional Airport in Madison (87,1 km südwestlich) und der Milwaukee Mitchell International Airport in Milwaukee (116 Kilometer südöstlich).

## Gefängnisse
Waupun ist auch als Prison City bekannt. In der Stadt existieren zwei Haftanstalten:
- Dodge Correctional Institution, Hochsicherheitsgefängnis (Maximum Security Level), 1572 Häftlinge[5]
- Waupun Correctional Institution, Hochsicherheitsgefängnis (Maximum Security Level), 1244 Häftlinge[6]

## Bevölkerung
Nach der Volkszählung im Jahr 2010 lebten in Waupun 11.340 Menschen in 3485 Haushalten. Die Bevölkerungsdichte betrug 986,1 Einwohner pro Quadratkilometer. In den 3485 Haushalten lebten statistisch je 2,35 Personen.
Ethnisch betrachtet setzte sich die Bevölkerung zusammen aus 84,7 Prozent Weißen, 12,2 Prozent Afroamerikanern, 1,2 Prozent amerikanischen Ureinwohnern, 0,3 Prozent Asiaten, 0,2 Prozent Polynesiern sowie 0,5 Prozent aus anderen ethnischen Gruppen; 0,9 Prozent stammten von zwei oder mehr Ethnien ab. Unabhängig von der ethnischen Zugehörigkeit waren 1,9 Prozent der Bevölkerung spanischer oder lateinamerikanischer Abstammung.
27,6 Prozent der Bevölkerung waren unter 18 Jahre alt, 59,5 Prozent waren zwischen 18 und 64 und 12,9 Prozent waren 65 Jahre oder älter. 39,0 Prozent der Bevölkerung war weiblich.
Das mittlere jährliche Einkommen eines Haushalts lag bei 43.672 USD. Das Pro-Kopf-Einkommen betrug 19.296 USD. 9,0 Prozent der Einwohner lebten unterhalb der Armutsgrenze.

## Bekannte Bewohner
- Nelson Dewey (1813–1889) – erster Gouverneur von Wisconsin (1848–1852) – war von 1874 bis 1881 Gefängnisdirektor in Waupun
- Ed Gein (1906–1984) – Mörder, Grab- und Leichenschänder – gestorben in Waupun
- John van Hengel (1923–2005) – Gründer von Feeding America – geboren in Waupun
- Oliver Smith (1918–1994) – Bühnenbildner und -Produzent am Broadway – geboren und aufgewachsen in Waupun
- Harriet Ware (1877–1962) – Pianistin und Komponistin